# Paul-Henri Mathieu

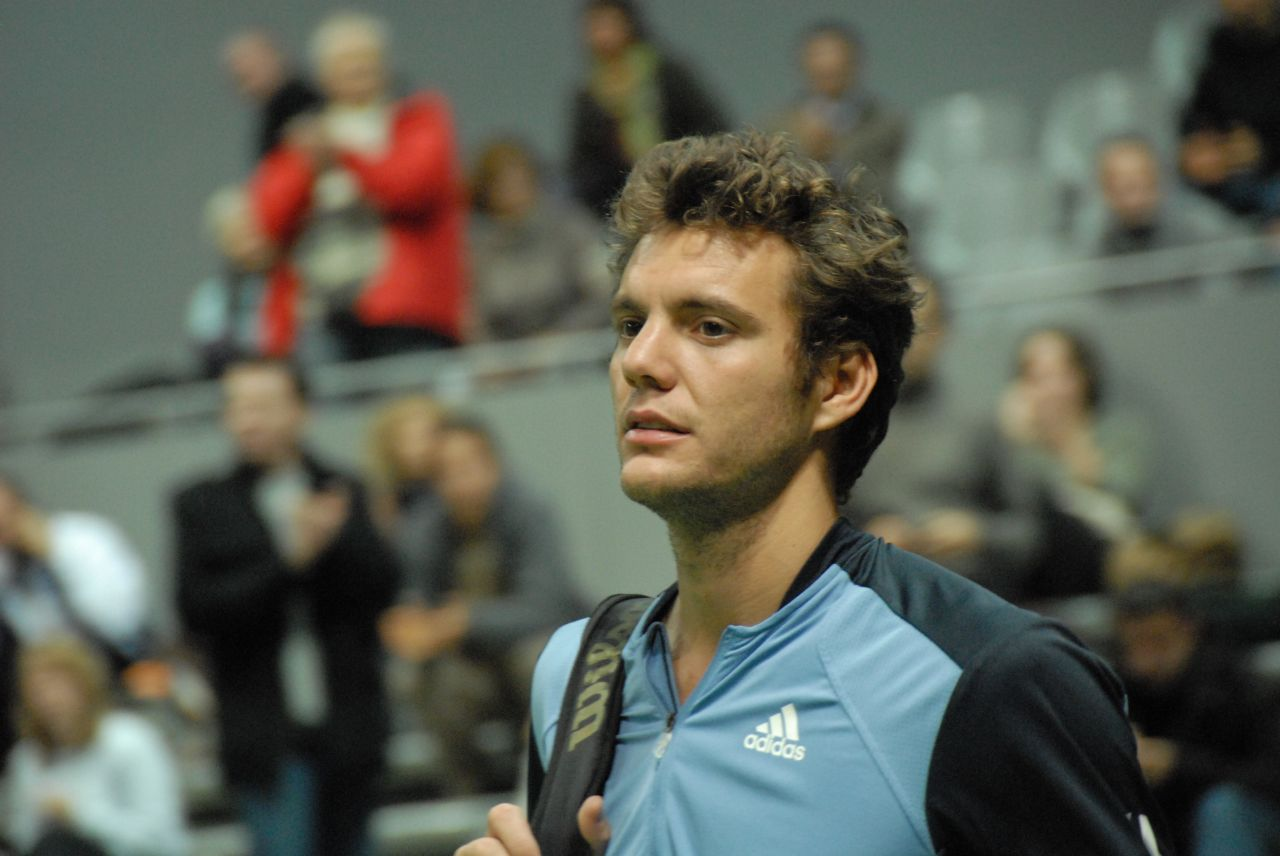
Paul-Henri Mathieu.

Paul-Henri Mathieu (Estrasburg, 12 de gener de 1982) és un jugador professional de tennis francès.
En el seu palmarès hi ha quatre títols individual del circuit ATP que li van permetre arribar al dotzè lloc del rànquing individual.
Al final de la temporada 2017 va anunciar la seva retirada del tennis professional.

## Biografia
Fill de Patrick i Yveline Mathieu, té dos germans grans anomenats Aude Pierre-Yves. Va començar a jugar a tennis amb tres anys junt al seu germà gran. Posteriorment va traslladar-se als Estats Units per entrenar-se a la IMG Bollettieri Tennis Academy de Bradenton, i acabada la seva formació va establir-se a París.
L'any 2012 fou pare de Gabriel amb la seva xicota Quiterie Camus, amb qui es va casar l'any 2016. L'any 2017 van tenir una filla anomenada Inès.

## Palmarès

### Individual: 10 (4−6)
| Llegenda (pre/post 2009)                                 |
| -------------------------------------------------------- |
| Grand Slams (0−0)                                        |
| Tennis Masters Cup / ATP Finals (0−0)                    |
| ATP Masters Series / ATP World Tour Masters 1000 (0−0)   |
| ATP International Series Gold / ATP World Tour 500 (0−1) |
| ATP International Series / ATP World Tour 250 (4−5)      |

| Títols per superfície |
| --------------------- |
| Dura (0−3)            |
| Gespa (0−0)           |
| Terra batuda (2−3)    |
| Moqueta (2−0)         |

| Resultat  | Núm. | Data                   | Torneig            | Superfície   | Oponent               | Marcador         |
| --------- | ---- | ---------------------- | ------------------ | ------------ | --------------------- | ---------------- |
| Guanyador | 1.   | 6 d'octubre de 2002    | Moscou, Rússia     | Moqueta (i)  | Sjeng Schalken        | 4−6, 6−2, 6−0    |
| Guanyador | 2.   | 13 d'octubre de 2002   | Lió, França        | Moqueta (i)  | Gustavo Kuerten       | 4−6, 6−3, 6−1    |
| Finalista | 1.   | 28 de setembre de 2003 | Palerm, Itàlia     | Terra batuda | Nicolás Massú         | 6−1, 2−6, 6−7(0) |
| Guanyador | 3.   | 29 d'abril de 2007     | Casablanca, Marroc | Terra batuda | Albert Montañés       | 6−1, 6−1         |
| Guanyador | 4.   | 15 de juliol de 2007   | Gstaad, Suïssa     | Terra batuda | Andreas Seppi         | 6−7(1), 6−4, 7−5 |
| Finalista | 2.   | 14 d'octubre de 2007   | Moscou             | Dura (i)     | Nikolai Davidenko     | 5−7, 6−7(9)      |
| Finalista | 3.   | 5 d'octubre de 2008    | Metz, França       | Dura (i)     | Dmitry Tursunov       | 6−7(6), 6−1, 4−6 |
| Finalista | 4.   | 26 de juliol de 2009   | Hamburg, Alemanya  | Terra batuda | Nikolai Davidenko     | 4−6, 2−6         |
| Finalista | 5.   | 8 d'agost de 2015      | Kitzbühel, Àustria | Terra batuda | Philipp Kohlschreiber | 6−2, 2−6, 2−6    |
| Finalista | 6.   | 7 de febrer de 2016    | Montpeller, França | Dura (i)     | Richard Gasquet       | 5−7, 4−6         |

### Dobles masculins: 2 (1−1)
| Llegenda (pre/post 2009)                                 |
| -------------------------------------------------------- |
| Grand Slams (0−0)                                        |
| Tennis Masters Cup / ATP Finals (0−0)                    |
| ATP Masters Series / ATP World Tour Masters 1000 (0−0)   |
| ATP International Series Gold / ATP World Tour 500 (0−1) |
| ATP International Series / ATP World Tour 250 (1−0)      |

| Títols per superfície |
| --------------------- |
| Dura (0−0)            |
| Gespa (0−0)           |
| Terra batuda (1−1)    |

| Resultat  | Núm. | Data                   | Torneig           | Superfície   | Parella          | Oponents                             | Marcador                |
| --------- | ---- | ---------------------- | ----------------- | ------------ | ---------------- | ------------------------------------ | ----------------------- |
| Guanyador | 1.   | 13 de setembre de 2008 | Bucarest, Romania | Terra batuda | Nicolas Devilder | Mariusz Fyrstenberg Marcin Matkowski | 7−6(4), 6−7(9), [22−20] |
| Finalista | 1.   | 25 de juliol de 2010   | Hamburg, Alemanya | Terra batuda | Jérémy Chardy    | David Marrero Marc López             | 3−6, 6−2, [8−10]        |

### Equips: 1 (0−1)
| Resultat  | Núm. | Data                                   | Torneig                   | Superfície       | Equip                                             | Oponents                                                       | Marcador |
| --------- | ---- | -------------------------------------- | ------------------------- | ---------------- | ------------------------------------------------- | -------------------------------------------------------------- | -------- |
| Finalista | 1.   | 29 de novembre − 1 de desembre de 2002 | Copa Davis, París, França | Terra batuda (i) | Nicolas Escude Sebastien Grosjean Fabrice Santoro | Marat Safin Mikhaïl Iujni Ievgueni Kàfelnikov Andrei Stoliarov | 2−3      |

## Trajectòria

### Individual
| Open d'Austràlia | A   | A   | Q1          | 1R          | A           | A     | 1R          | 4R          | 1R          | 4R    | 2R          | A           | A           | A     | 1R          | Q2          | 1R          | 1R    | 1R  | 0 / 10    | 7 – 10    |
| Roland Garros | A   | Q1  | 1R          | 4R          | 1R          | A     | 3R          | 3R          | 3R          | 4R    | 3R          | 1R          | A           | 3R    | 1R          | 1R          | 1R          | 2R    | 1R  | 0 / 15    | 17 – 15   |
| Wimbledon | A   | A   | A           | 2R          | 1R          | A     | 1R          | 1R          | 4R          | 3R    | 2R          | 4R          | A           | 1R    | 2R          | 1R          | Q3          | 1R    | Q3  | 0 / 12    | 12 – 12   |
| US Open | A   | Q1  | Q1          | 1R          | 1R          | 3R    | 1R          | 2R          | 1R          | 2R    | 1R          | 3R          | A           | 2R    | 1R          | 2R          | 1R          | 2R    | Q1  | 0 / 14    | 9 – 14    |
| Jocs Olímpics | NC  | A   | No celebrat | No celebrat | No celebrat | A     | No celebrat | No celebrat | No celebrat | QF    | No celebrat | No celebrat | No celebrat | A     | No celebrat | No celebrat | No celebrat | A     | NC  | 0 / 1     | 3 – 1     |
| Total Victòries−Derrotes | 0−0 | 2−3 | 0−2         | 23−16       | 16−23       | 10−11 | 28−29       | 23−28       | 46−24       | 32−28 | 28−29       | 11−20       | 0−0         | 14−17 | 6−19        | 11−17       | 7−12        | 18−19 | 1−9 | 276 – 306 | 276 – 306 |
| Rànquing a final d'any | 517 | 272 | 147         | 36          | 83          | 121   | 47          | 55          | 25          | 32    | 33          | 97          | –           | 59    | 129         | 97          | 95          | 73    | 249 |           |           |
| Llegenda: G: Guanyador; F: Finalista; SF: Semifinalista; QF: Quarts de final; Q: Qualificació; A: Absent; RR: Round Robin; NC: No celebrat |     |     |             |             |             |       |             |             |             |       |             |             |             |       |             |             |             |       |     |           |           |

### Dobles masculins
| Open d'Austràlia | A   | A   | A   | A    | 1R  | A   | A    | A    | 1R   | A   | A   | A   | A   | A   | A   | A   | 1R  | 0 / 3   | 0 – 3   |
| Roland Garros | 1R  | 2R  | 1R  | A    | 1R  | 1R  | A    | A    | A    | A   | A   | A   | 1R  | 1R  | A   | 1R  | 1R  | 0 / 9   | 1 – 9   |
| Wimbledon | A   | A   | 1R  | A    | A   | A   | 1R   | A    | A    | A   | A   | A   | A   | A   | A   | 1R  | A   | 0 / 3   | 0 – 3   |
| US Open | A   | A   | A   | 1R   | A   | A   | 1R   | 1R   | 1R   | A   | A   | A   | A   | A   | A   | 1R  | A   | 0 / 5   | 0 – 5   |
| Total Victòries−Derrotes | 0−3 | 1−3 | 0−4 | 0−2  | 1−9 | 8−9 | 2−11 | 9−13 | 1−11 | 4−2 | 0−0 | 0−1 | 0−4 | 0−1 | 0−1 | 2−9 | 2−4 | 30 – 88 | 30 – 88 |
| Rànquing a final d'any | 749 | 299 | 930 | 1200 | 483 | 195 | 423  | 118  | 529  | 208 | –   | –   | –   | –   | –   | 421 | 550 |         |         |
| Llegenda: G: Guanyador; F: Finalista; SF: Semifinalista; QF: Quarts de final; Q: Qualificació; A: Absent; RR: Round Robin; NC: No celebrat |     |     |     |      |     |     |      |      |      |     |     |     |     |     |     |     |     |         |         |

## Guardons
- ATP Newcomer of the Year (2002)